# طارق علي حسن
طارق علي حسن (من مواليد 19 تشرين الأول/أكتوبر 1937 في القاهرة)، هو أستاذ الطب ورئيس أمراض الغدد الصماء بجامعة الأزهر في القاهرة، وهو أيضًا ملحن وموسيقي وكاتب ورسام وفيلسوف. تم عزف موسيقاه بأسلوب متعدد الأصوات الحديث في مصر والعديد من البلدان الأخرى. نشر حسن أعمالًا درامية كبرى باللغتين الإنجليزية والعربية.

## المسيرة المهنيّة
ساهم حسن في دمج الثقافة في العلوم وخاصة الطب
وهو عضو في وسام الفنون والآداب الفرنسي (بالفرنسية: Ordre des Arts et des Lettres)‏ وتم تسجيل اسمه في International Whos Who in Music الطبعة الحادية عشر لعام 1988 لمساهمته الكبيرة في عالم الموسيقى. هو أيضًا رئيسُ مؤسسة زينب كامل حسن للتنمية البشرية الشاملة، التي تعمل على قضايا التنمية البشرية والتمكين في حي إمبابة بالقاهرة.
يمتلكُ حسن إسهامات كبيرة في المجتمع خاصة في مجال الطب والموسيقى وحتى التأليف والنشر إلى جانب تمثيله لإحدى القيم المركزية للإنسان ويرى أنه «نحتاج حقًا إلى دستور حديث يحمي حقوق الاستفسار الفكري وحرية الفكر. وحتى الآن لم يكن لدينا أي شيء من هذا القبيل.» وردت تفاصيل أخرى في مقابلته مع جريدة الأهرام.

## المعتقدات
تتضمَّن فلسفة طارق حسن «إيمانًا عميقًا بأن البشر هم اختراق تطوري فريد». هو ناقدٌ «للنماذج الثابتة في العلوم والإنسانيات». بالنسبة له، «نموذج الإنسان العاقل ليس أخيل أو أجاممنون ولكن أوزوريس وموزارت وغاندي.» يعتقد الكاتب المصري أن «البقاء والازدهار من خلال الإبداع هو إنجاز إنساني فريد من نوعه دمَّره العنف».
عُرضت بعض أعمال حسن الموسيقية في أوبرا القاهرة الجديدة المعروفة باسمِ دار الأوبرا المصريّة، بل هو الرئيس المؤسس لأوبرا القاهرة الجديدة في المركز الثقافي القومي.
لدى الكاتب والموسيقي المصري معتقدات تاريخية عديدة وأجرى الكثير من الدراسات التي تصفُ المتغيرات الاقتصادية والدينية والسياسية في الوضع الراهن من خلال دراسات التاريخ خاصة في كيان الأزهر. " في عام 1991، حصل على أعلى وسام في فرنسا حينما حصلَ على رتبة قائد في وسام الفنون والآداب الفرنسي (يُعرف عادةً باسمِ وسام الفنون والآداب)، وهي أعلى مرتبة لهذه الجائزة، وذلك عن "خدماته للثقافة الدولية والدراما والاتصالات الدولية وحل العنف".